# Hydrelia argyridia
Hydrelia argyridia is een vlinder uit de familie spanners (Geometridae). De wetenschappelijke naam van deze soort is voor het eerst geldig gepubliceerd in 1894 door Butler.
De soort komt voor in tropisch Afrika.